# Árvaszék
Az árvaszék a régi magyar közigazgatásban első fokon eljáró gyámhatóság volt, melyet a vármegyékben, városokban és egyes nagyobb községekben szerveztek meg olyan önkormányzati szakhatóságként, melynek feladata a kiskorúak és a gyámság alatt állók ügyeinek képviselete volt. A tanácsok megalakulásával feladatkörét a tanácsok végrehajtó bizottságainak szociális osztályai vették át.
A 19. század elején az árvák vagyonának kezelését és a gyámok ellenőrzését a tanácson belül megszervezett árvahivatal végezte. Emellett Budán 1824-től az Árvák Bizottsága is működött. Tagjai: egy tanácsnok, aki egyben a bizottság elnöke is volt, egy jegyző, a „szóvivő”, az „Árvák Atyja”, egy ügyész, a három tanácsos bírája és több választott polgár. Az abszolutizmus idején az árvaügyekkel a császári és királyi bíróságok foglalkoztak. 1861-ben visszaállították az árvahivatalt. Budapest 1872-es létrejöttekor az árva- és gyámügyeket a tanács végezte, 1874-ben ehhez a gyámpénztári kölcsönök engedélyezése járult. Az árvaszék élén ekkor az elnök állt, akit a polgármester nevezett ki a tanácselnökök közül. 1877-től a gyámpénztár felügyeletét és a gyámpénztári kölcsönök engedélyezését is az árvaszék végezte. 1945-től az árvaszék feladatai bővültek, együttműködése szorosabb lett a gyermekvédelmi intézményekkel.
A nemesi családokban az árva fiúk az apjuk címerét viselték, hacsak anyjuk nem ment újra férjhez és új apjuk nem fogadta őket örökbe. Ilyenkor sor kerülhetett a név- és címeregyesítésre.